# Омуртаг
Омуртаг је био бугарски кан који је владао у првој половини 9. века.
За време његове владавине Бугарска је била у добрим односим са Византијом и Србијом и није се ширила даље на југ и запад. Линија разграничења Србије и Бугарске остала је река Велика Морава. (Константин Порфирогенит наводи да је то била река Бели Тимок, али га побијају прабугарски писани извори из 9. века, који сведоче о томе да су се у саставу Бугарског каната налазили Београд, Ниш и Рас).
Помогао је у гушењу побуне које је предводио Тома Словен, а за узврат Византија му је помогла у ширењу хришћанства у Бугарском каганату. Водио је успешне походе на северну према Франачкој. Проширио је границе каганата до Срема и Јужне Паноније.
Умро је 831. године. Његови синови су били Енравота, Звиница и Маламир.